# 皮瓦縣

53°9′N 16°44′E / 53.150°N 16.733°E
皮瓦縣（波蘭語：Powiat pilski），是波蘭的縣份，位於該國中西部，由大波蘭省負責管轄，首府設於皮瓦，面積1,267平方公里，2006年人口137,099，人口密度每平方公里110人。